# Qashqais
Qashqais (também dito como ghashghais, qashqays, kashgais ou qashqa'is; em qashqai: قشقایی) é um termo que se refere aos membros de diversos clãs compostos por diferentes origens étnicas, entre elas persas, luris, curdos, árabes e turcomanos Vivem principalmente nas províncias iranianas de Fars, Cuzestão e no sul de Isfahan, especialmente em torno da cidade de Shiraz, em Fars. São bilíngues, falando tanto o idioma qashqai - integrante da família das línguas turcomanas, chamada por eles de Turki - e, em ocasiões formais, o idioma persa. Os qashqai eram originalmente pastores nômades, e muitas continuam a sê-lo até os dias de hoje. O qashqai nômade típico viajava com seu rebanho todo ano, deslocando-se dos pastos utilizados no verão, a norte de Shiraz, para aproximadamente 480 quilômetros a sul, aos pastos utilizados no inverno, próximo ao Golfo Pérsico, a sudeste de Shiraz. A maior parte deles, no entanto, se tornou total ou parcialmente sedentário - uma tendência que cresceu especialmente depois da década de 1960.